# Thaumasia heterogyna
Thaumasia heterogyna är en spindelart som beskrevs av Chamberlin och Ivie 1936. Thaumasia heterogyna ingår i släktet Thaumasia och familjen vårdnätsspindlar.
Artens utbredningsområde är Panama. Inga underarter finns listade i Catalogue of Life.